# Kepler-47-stelsel
Kepler-47 is een dubbelsterstelsel met minstens twee planeten, Kepler-47b en Kepler-47c, die rond het sterrenkoppel cirkelen. Kepler-47 is het eerst waargenomen planetenstelsel met meerdere sterren én meerdere planeten.
Het Kepler-47-stelsel werd ontdekt door het Kepler Space Observatory van NASA in augustus 2012.

## Planetenstelsel
De buitenste van de planeten, Kepler-47c, is een gasreus die een baan beschrijft binnen de bewoonbare zone van de sterren. Omdat de meeste sterren dubbel zijn, is de ontdekking van een stelsel met meerdere planeten bij een dubbelster belangrijk voor theorievorming over hoe planeten ontstaan.
| Planeet (volgorde vanaf ster) | Massa   | Halve lange as (AE) | Omlooptijd (dagen) | Excentriciteit | Straal  |
| ----------------------------- | ------- | ------------------- | ------------------ | -------------- | ------- |
| Kepler-47b                    | <2,7 MJ | 0,295               | 49,514             | <0,035         | 2,98 R⊕ |
| Kepler-47c                    | <17 MJ  | 0,989               | 303,158            | <0,411         | 4,61 R⊕ |